# Actiniidae
Actiniidae är en familj av koralldjur. Enligt Catalogue of Life ingår Actiniidae i ordningen havsanemoner, klassen Anthozoa, fylumet nässeldjur och riket djur, men enligt Dyntaxa är tillhörigheten istället ordningen havsanemoner, klassen Hexacorallia, fylumet nässeldjur och riket djur. Enligt Catalogue of Life omfattar familjen Actiniidae 160 arter. 

## Bildgalleri

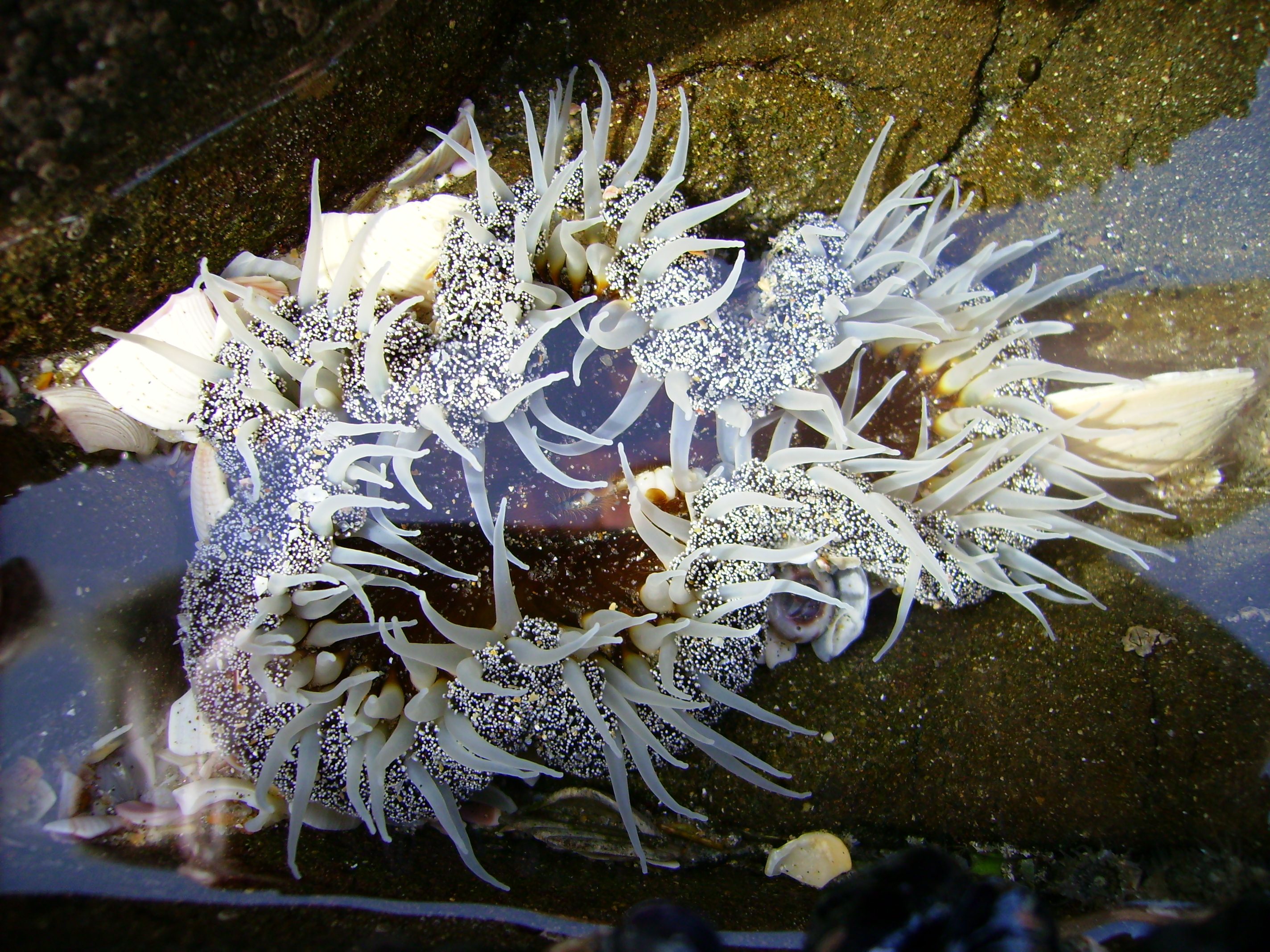
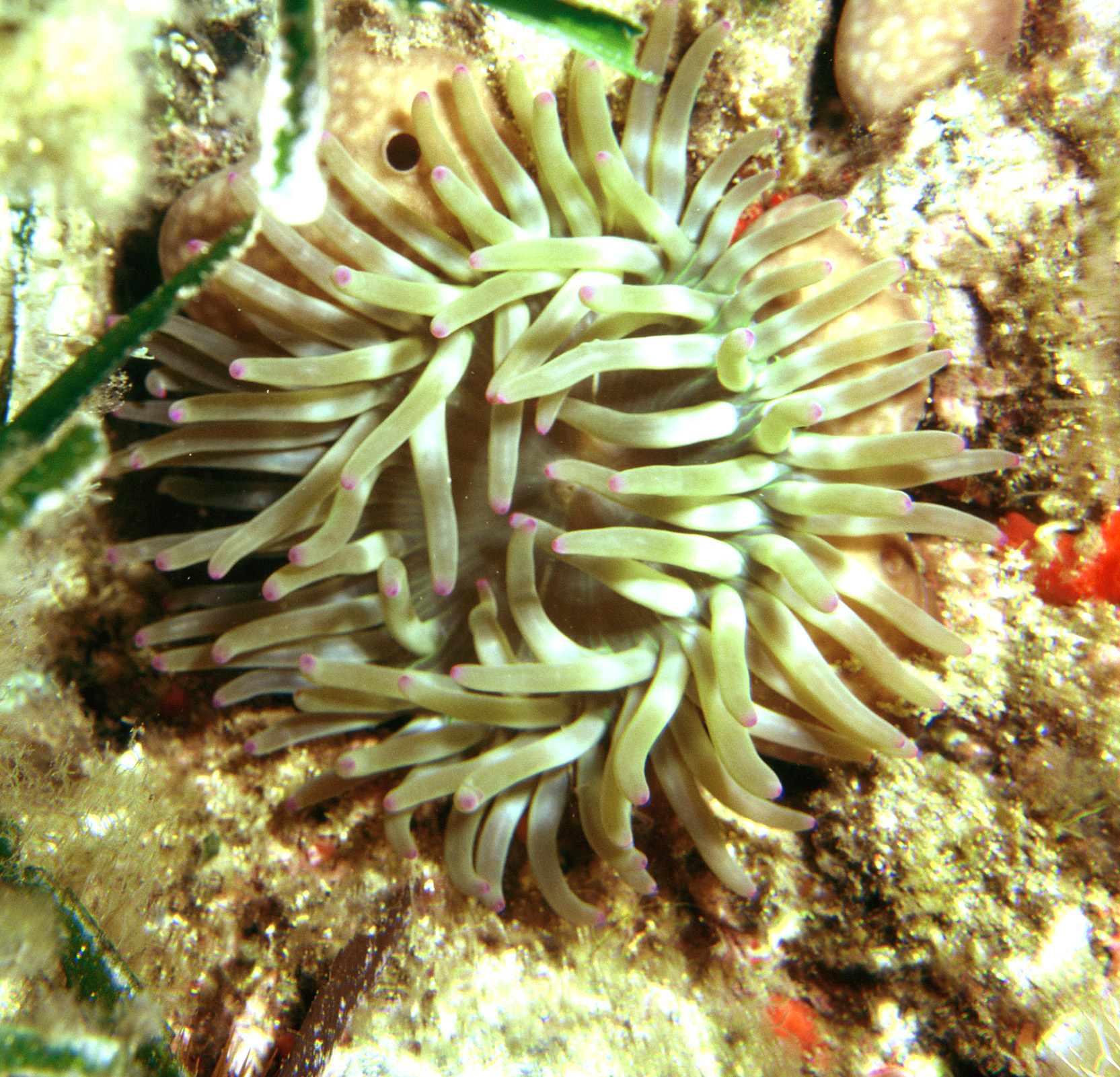
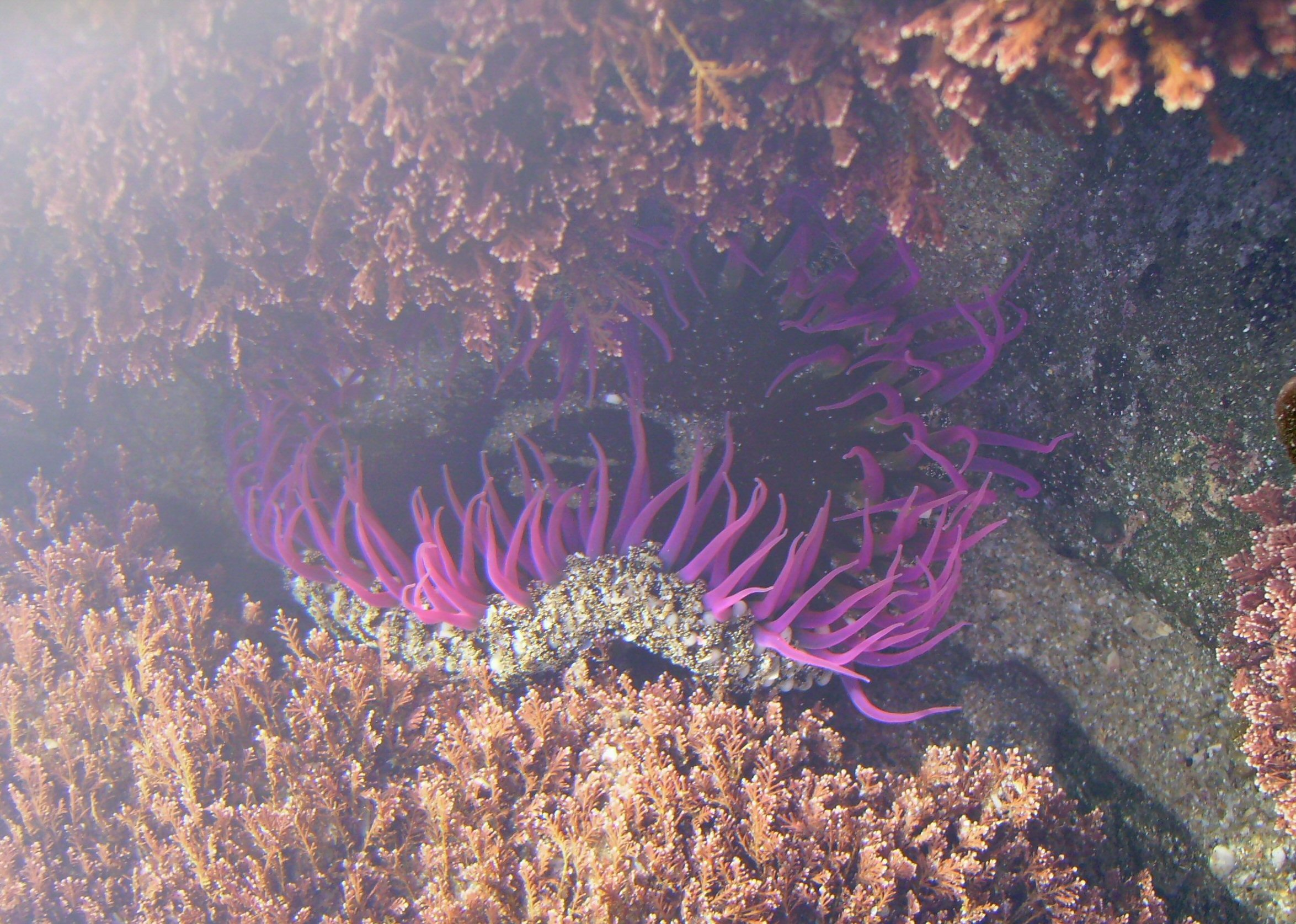
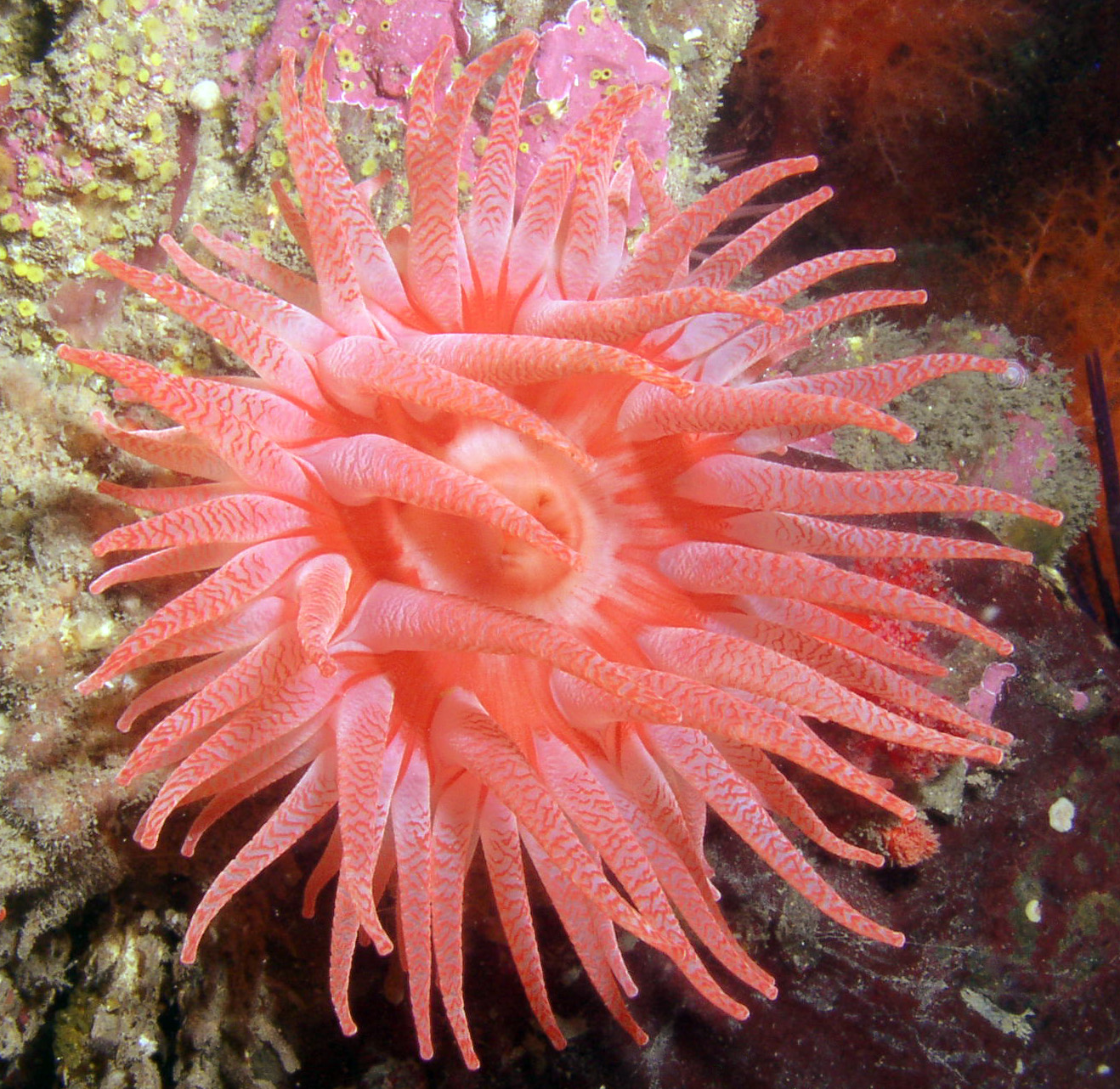
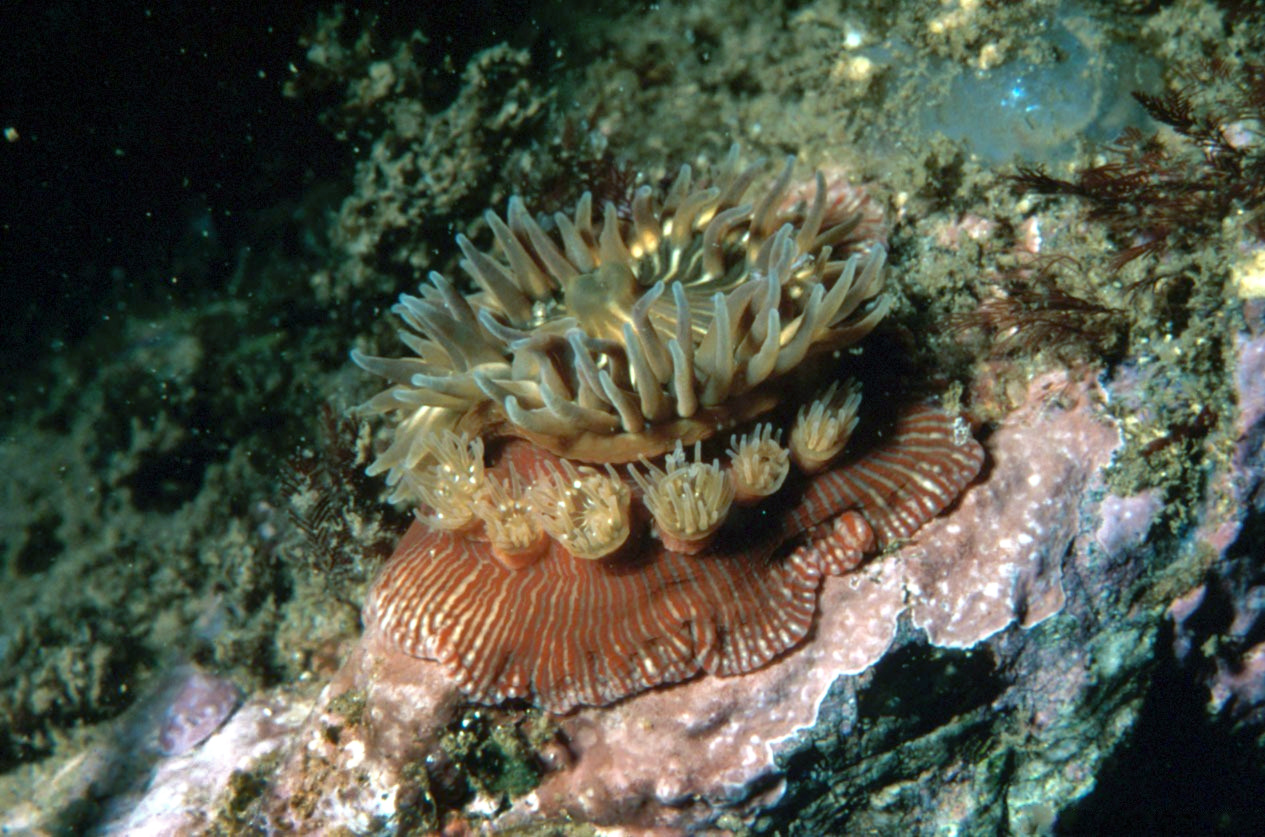
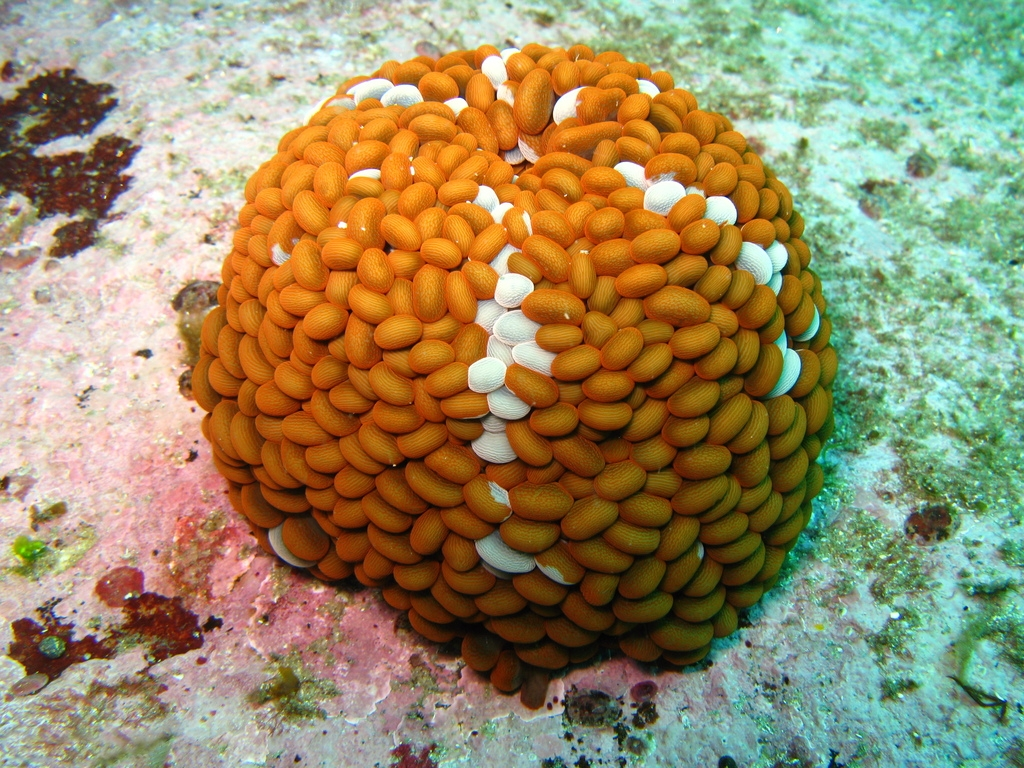

## Dottertaxa till Actiniidae, i alfabetisk ordning[1][2]
- Actinia
- Actiniogeton
- Anemonia
- Antheopsis
- Anthopleura
- Anthostella
- Bolocera
- Boloceropsis
- Bunodosoma
- Cladactella
- Cnidopus
- Condylactis
- Cribrinopsis
- Dofleinia
- Epiactis
- Glyphoperidium
- Glyphostylum
- Gyractis
- Isactinia
- Isantheopsis
- Isoaulactinia
- Isocradactis
- Isosicyonis
- Isotealia
- Korsaranthus
- Leipsiceras
- Macrodactyla
- Mesactinia
- Myonanthus
- Neocondylactis
- Neoparacondylactis
- Oulactis
- Parabunodactis
- Paracondylactis
- Paranemonia
- Parantheopsis
- Phialoba
- Phlyctenactis
- Phlyctenanthus
- Phyllactis
- Phymactis
- Pseudactinia
- Spheractis
- Stylobates
- Synantheopsis
- Tealia
- Tealianthus
- Telactinia
- Urticina
- Urticinopsis